# Sainte-Croix-sur-Buchy
Sainte-Croix-sur-Buchy ist eine französische Gemeinde mit 672 Einwohnern (Stand: 1. Januar 2022) im Département Seine-Maritime in der Region Normandie. Sie gehört zum Arrondissement Rouen und zum Kanton Le Mesnil-Esnard (bis 2015: Kanton Buchy). Die Einwohner werden Saint-Cruciens genannt.

## Geographie
Sainte-Croix-sur-Buchy liegt etwa 23 Kilometer nordöstlich von Rouen. Umgeben wird Sainte-Croix-sur-Buchy von den Nachbargemeinden Estouteville-Écalles und Buchy im Norden, Bosc-Roger-sur-Buchy im Osten und Nordosten, Héronchelles im Südosten, Ernemont-sur-Buchy im Süden, Saint-Germain-des-Essourts im Südwesten sowie Vieux-Manoir im Westen.

## Einwohnerentwicklung
| 1962                      | 1968 | 1975 | 1982 | 1990 | 1999 | 2006 | 2013 |
| ------------------------- | ---- | ---- | ---- | ---- | ---- | ---- | ---- |
| 520                       | 438  | 460  | 462  | 512  | 545  | 655  | 687  |
| Quelle: Cassini und INSEE |      |      |      |      |      |      |      |

## Sehenswürdigkeiten
- Kirche Sainte-Croix aus dem 16. Jahrhundert
- Kirche Saint-Médard-et-Saint-Godard aus dem 12. Jahrhundert
- Kapelle Les Authieux
- Steinkreuz aus dem 17. Jahrhundert

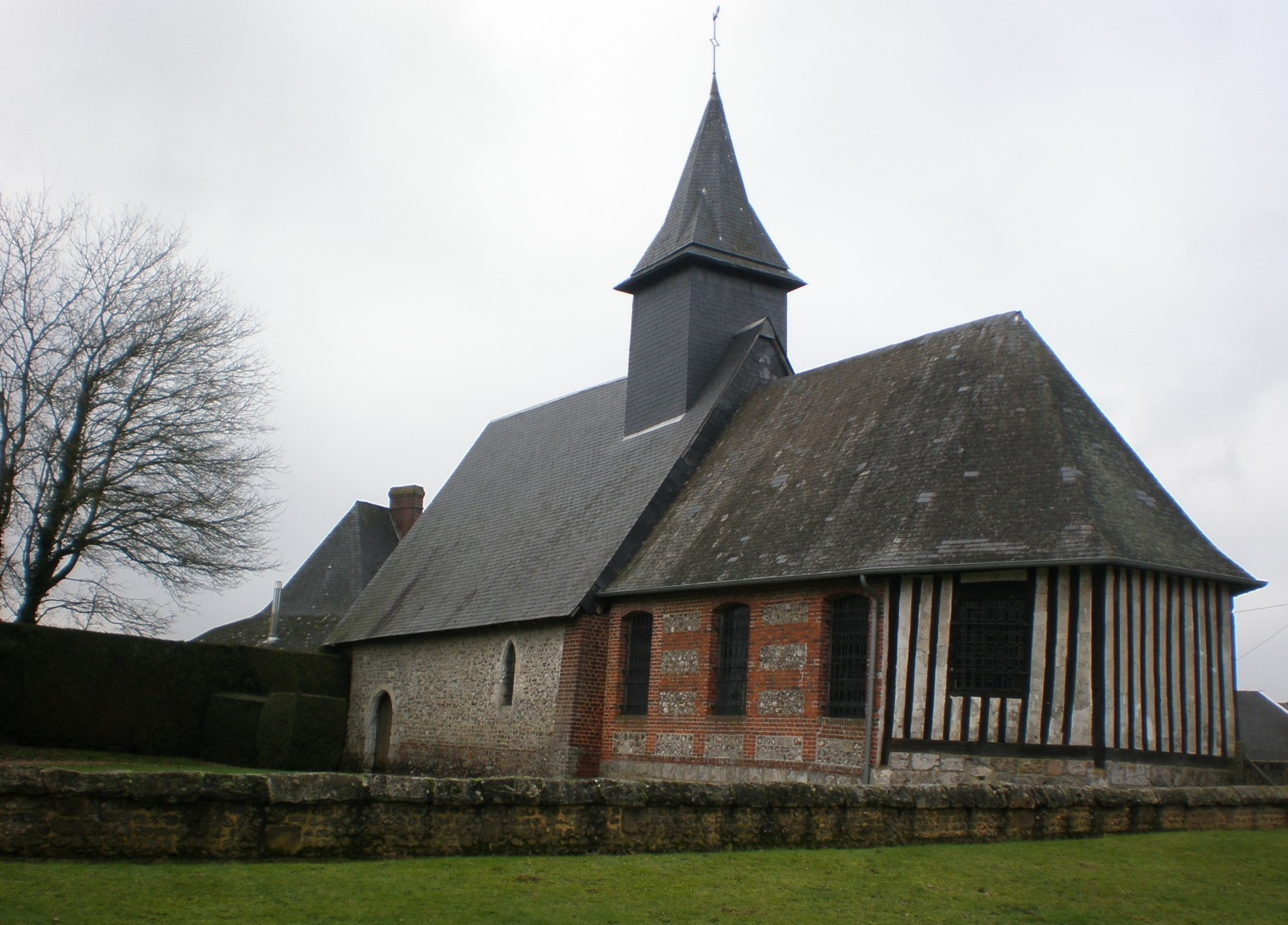
Kapelle Les Authieux

- Reste der Burg Le Grand Beslel